# Jolanta Chodakowska
Jolanta Chodakowska (zm. 8 marca 2020) – polska specjalistka chorób wewnętrznych, dr hab., prof.

## Życiorys
Obroniła pracę doktorską, następnie uzyskała stopień doktora habilitowanego. Otrzymała nominację profesorską. Została zatrudniona na stanowisku profesora w Katedrze i Klinice Chorób Wewnętrznych, Nadciśnienia Tętniczego i Angiologii na I Wydziale Lekarskim Warszawskiego Uniwersytetu Medycznego.
Zmarła 8 marca 2020.